# Banské (dolina)

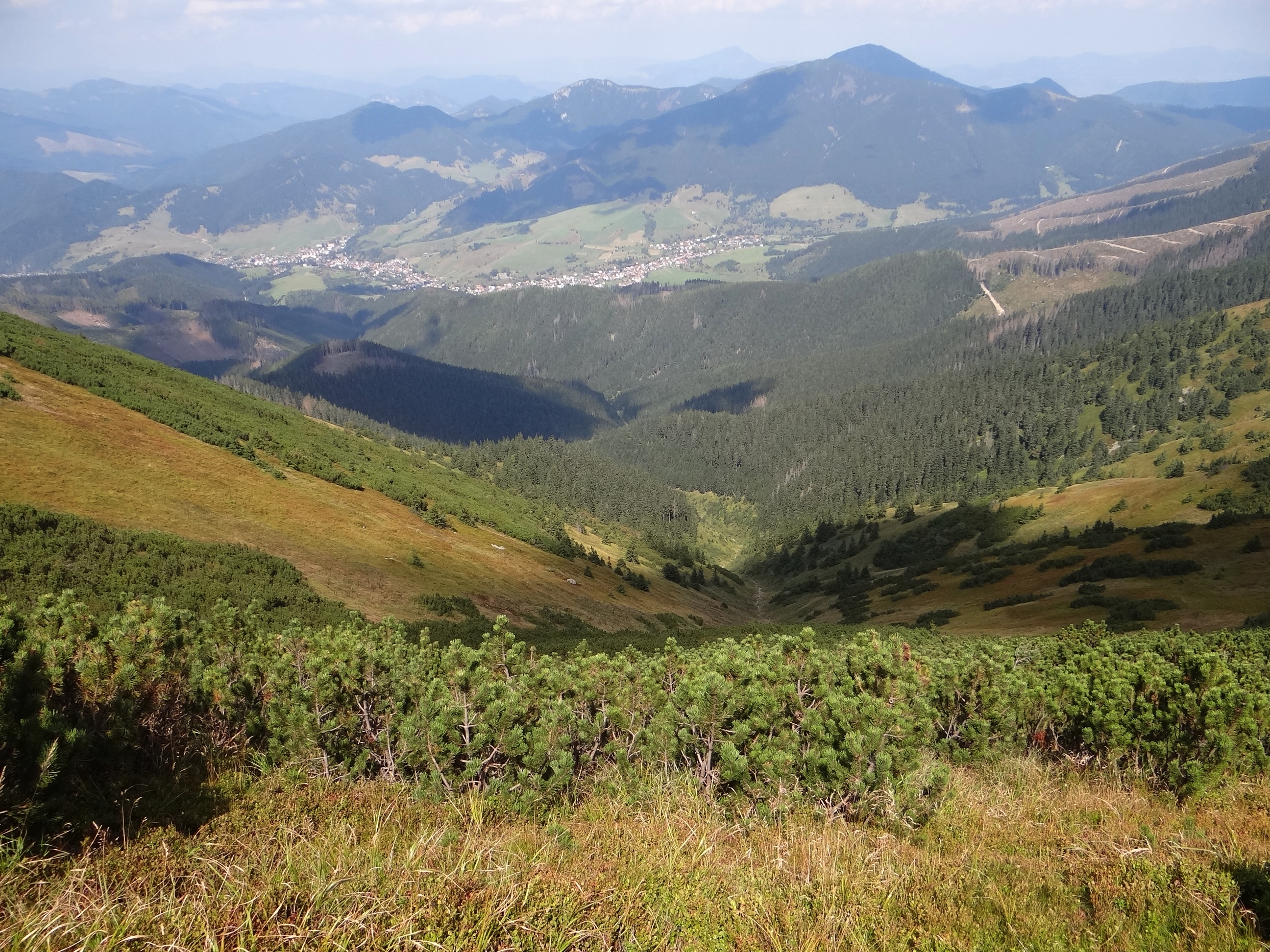
Widok spod przełęczy Košarisko

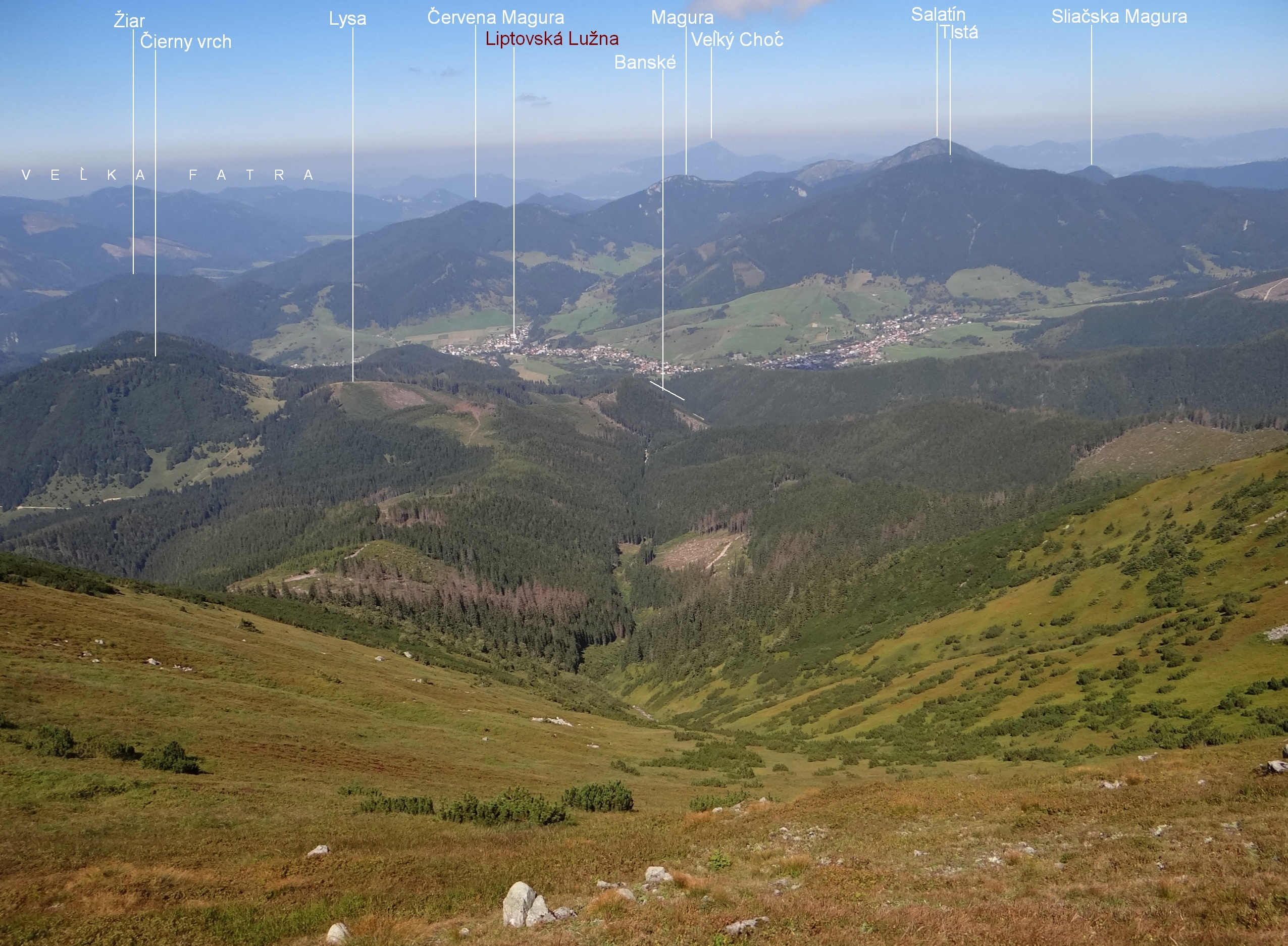
Widok ze szczytu Veľká Chochuľa

Banské – dolina w Niżnych Tatrach  na Słowacji. Znajduje się w obrębie miejscowości Liptovská Lúžna i jest odgałęzieniem Lużniańskiej Kotliny (Lúžňanská kotlina). Doliną tą spływa potok Banské. Górą dolina rozgałęzia się, jej odnogi podchodzą pod północne stoki głównej grani Niżnych Tatr na odcinku od szczytu Košarisko przez przełęcz Sedlo pod Skalkou po szczyt Skalka.
Dolną częścią doliny Banské prowadzi szlak rowerowy.

## Szlak rowerowy
odcinek: ujście potoku Patočiny – osada domków – Banské – Liptovská Lúžna: